# Жидов, Георгий Никонорович
Гео́ргий Никоно́рович Жи́дов (20 февраля 1916, деревня Толмачёвка, Рязанская губерния — 11 апреля 1974, Москва) — командир эскадрильи 123-го истребительного авиационного полка 7-го истребительного авиационного корпуса Ленинградской зоны Войск противовоздушной обороны страны, Герой Советского Союза.

## Биография
Родился в русской крестьянской семье. Окончил 7 классов в городе Кашире Московской области и школу ФЗУ при Каширской электростанции. Работал на электростанции слесарем. Окончил аэроклуб в Рязани.
В Красной Армии с 4 марта 1936 года. В 1936 году окончил 3-ю Оренбургскую военную авиационную школу лётчиков имени К. Е. Ворошилова. В 1939 году участвовал в походе Красной Армии в Западную Белоруссию. Член ВКП(б)/КПСС с 1941 года.
Великая Отечественная война застала лейтенанта Жидова в 123-м истребительном авиационном полку в районе Бреста. 22 июня 1941 года в первом же бою он сбил бомбардировщик He-111.
Во втором вылете сбил вражеский истребитель. Воевал на подступах к Москве. Затем в составе полка переведён под Ленинград.
30 ноября во главе звена вступил в бой с двенадцатью Ju-88 и двенадцатью Me-109 над мысом Осиновец. В результате ни одна бомба не упала на порт.
Командир эскадрильи 123-го истребительного авиационного полка ПВО (7-й истребительный авиационный корпус ПВО) капитан Георгий Жидов к июню 1942 года совершил 266 боевых вылетов на штурмовку аэродромов и войск противника, в 40 воздушных боях сбил лично 8 и в группе 13 вражеских самолётов.
В декабре 1942 года над Ладожским озером бесстрашный лётчик ударом правой плоскости таранил фашистский бомбардировщик. Успешно произвёл посадку на повреждённом самолёте.
В 1944 году освобождал Прибалтику. Войну с гитлеровской Германией закончил под Берлином. В августе 1945 года командир 401-го истребительного авиационного полка (297-я истребительная авиационная дивизия, Забайкальская армия ПВО) майор Георгий Жидов участвовал в советско-японской войне.
Всего за военные годы Г. Н. Жидов совершил 366 боевых вылетов, в 70-и воздушных боях уничтожил лично 16 и в группе 12 самолётов противника.
После войны Г. Н. Жидов продолжал служить в авиации Войск ПВО страны. Окончил Краснознамённую Военно-воздушную академию. Служил на командных должностях. С 1957 года полковник Жидов — в запасе. Жил в Москве по адресу: Новопесчаная улица, 14. Скончался после тяжёлой и продолжительной болезни. Похоронен в Москве на Введенском кладбище (11 уч.).

## Награды
- Медаль «Золотая Звезда» (№ 808) и звание Герой Советского Союза — за образцовое выполнение боевых заданий командования на фронте борьбы с немецко-фашистским захватчиками и проявленные при этом мужество и героизм, указ Президиума Верховного Совета СССР от 14 февраля 1943 года;
- орден Ленина;
- пять орденов Красного Знамени;
- орден Отечественной войны 1-й степени;
- орден Отечественной войны 2-й степени;
- два ордена Красной Звезды;
- медали.